# Бихов
Бихов (на беларуски: Быхаў; на руски: Быхов) е град в Беларус, административен център на Биховски район, Могильовска област. Населението на града е 17 185 души (по приблизителна оценка от 1 януари 2018 г.).

## История
За пръв път селището е споменато през 1430 година.

## Галерия
- Биховски затвор. Сграда на бившата девическа гимназия
- Биховският замък (вляво), построен в началото на XVII век от хетманът на Великото литовско княжество Ян Ходкевич, снимка от края на XIX век.
- Биховският замък, снимка от началото на XX век
- Руини на Биховския замък; през 1830–1831 г. замъкът бил конфискуван от владеля заради участието му във въстание, и бил превърнат в казарма, а след падането на Руската империя, сградата е изоставена и се руши.
- Руини на Биховския замък; през 2004 г. в сграда избухва пожар. От 2010 г. се събират средства за възстановяване на сграда
- Църква „Света Троица“
- Биховската синагога, построена през 1620-те години в бароков стил, по-късно преустроена в класицистически стил
- Останки от Биховската синагога; от 1919 г. не е действаща. Има планове за реконструкцията ѝ.
- Сграда на бившата мъжка гимназия